# Castore
J. Carter Sporting Club Limited, hoạt động dưới tên gọi Castore (/ˈkæstɔːr/, KAS-tor), là một thương hiệu sản xuất đồ thể thao và quần áo thể thao đến từ Vương quốc Anh và có trụ sở chính tại Manchester, Anh. Các sản phẩm của công ty hiện được bán trên toàn thế giới và công ty sở hữu các hợp đồng tài trợ với các câu lạc bộ bóng đá, câu lạc bộ cricket, câu lạc bộ bóng bầu dục liên hiệp, đội đua Công thức 1 và các vận động viên quần vợt.

## Lịch sử
Công ty Castore được thành lập vào ngày 6 tháng 7 năm 2015 với tên gọi J. Carter Sporting Club Limited bởi hai anh em Thomas và Philip Beahon khi họ lần lượt 25 và 22 tuổi tại Bebington, Merseyside, Vương quốc Liên hiệp Anh và Bắc Ireland. Tom từng là cầu thủ bóng đá trẻ chuyên nghiệp cho Tranmere Rovers từ năm 17 đến 21 tuổi trước khi gắn bó với Jerez Industrial CF ở Tây Ban Nha và theo học tại Học viện Glenn Hoddle (tiếng Anh: Glenn Hoddle Academy). Phil chơi cricket bán chuyên nghiệp cho các câu lạc bộ cricket Cheshire County Cricket Club và Lancashire County Cricket Club.
Cặp đôi anh em Beahon đã từ bỏ sự nghiệp thể thao của mình vào năm 2013 và chuyển đến Luân Đôn để làm việc trong ngành tài chính nhằm mục đích gây quỹ cho dự án kinh doanh đồ thể thao của họ. Tom làm việc tại Lloyds Bank và Phil làm việc cho Deloitte. Trong thời gian ở Luân Đôn, họ bắt đầu nghiên cứu thị trường thông qua những cuộc phỏng vấn với những người bảo trợ các phòng thể dục cao cấp và các hợp đồng với một số nhà đầu tư năng suất từ ngành thời trang và thể thao. Castore đã ra mắt trực tuyến vào năm 2016. Năm 2019, tạp chí Forbes đã đưa cặp đôi anh em nhà Beahon vào danh sách "30 Under 30" của họ.
Vào ngày 2 tháng 2 năm 2024, Castore đã công bố mở cửa hàng bán lẻ với không gian nghệ thuật () đầu tiên tại Cộng hòa Ireland trên 34 phố Grafton ở Dublin. Vào tháng 3 năm 2024, Castore đã ký kết một thỏa thuận độc quyền với GL Dameck để trở thành đơn vị được cấp phép duy nhất cho Umbro Professional Team Sports, điều mà cho phép họ phân phối thương hiệu Umbro trên một số thị trường chính của Châu Âu như Đức, Áo hoặc Thụy Sĩ

## Tài trợ

### 2024
Vào tháng 6 năm 2024, Castore đã ký một hợp đồng nhiều năm với Everton F.C. bắt đầu từ mùa giải 2024–25 với tư cách là nhà sản xuất trang phục và nhà tài trợ sân vận động Everton mới.

## Danh sách các câu lạc bộ và tổ chức thể thao được tài trợ bởi Castore

### Bóng đá

#### Đội tuyển quốc gia
- Cộng hòa Ireland

#### Câu lạc bộ
- Burnley
- Charlton Athletic
- Everton
- Mansfield Town
- Milton Keynes Dons
- Preston North End
- Rangers
- Glentoran
- Almería
- Athletic Club
- Carrús Ilicitana
- Sevilla
- Club Brugge
- Bayer Leverkusen
- 1. FC Kaiserslautern
- Feyenoord
- Twente
- Utrecht
- Dinamo Zagreb
- FC Zürich

### Bóng bầu dục liên hiệp

#### Đội tuyển quốc gia
- Hoa Kỳ

#### Câu lạc bộ
- Bath
- Harlequins
- Saracens
- Scarlets
- Leinster
- Ulster (kể từ mùa giải 2024–2025)

### Bóng bầu dục liên minh
- Hull F.C.
- Sydney Roosters

### Cricket

#### Đội tuyển quốc gia
- England
- New Zealand (kể từ tháng 10 năm 2024)[16]

#### Đội địa hạt (tiếng Anh:County Teams)
- Kent
- Middlesex
- Surrey
- Worcestershire

### Xe đạp thể thao
- Team Bahrain Victorious[17]
- INEOS Grenadiers[18]

### Golf
- Andy Sullivan

### Các câu lạc bộ và đội thể thao đã từng được tài trợ

#### Câu lạc bộ bóng đá
- Aston Villa (2022–2024)
- Newcastle United (2021–2024)
- Wolverhampton Wanderers (2021–2024)

## Quyền sở hữu
Tính đến tháng 8 năm 2021, công ty có 33 cổ đông, trong đó cổ đông lớn nhất là hai nhà sáng lập, mỗi người với tỷ lệ nắm giữ là 18,59%, trước Monte Group (Jersey) LTD với 15%. Các cổ đông khác của công ty bao gồm Robert Senior (cựu CEO của Saatchi & Saatchi), Tom Singh (người sáng lập New Look), nhà đầu tư của YOOX Net-a-Porter Group Arnaud Massenet và tay vợt Andy Murray.

## Nhận định
Castore phải chịu những lời chỉ trích nặng nề từ cả người hâm mộ lẫn các đội bóng, đặc biệt là về chất lượng và thiết kế sản phẩm.
Vào tháng 9 năm 2023, bộ áo đấu mà Castore thiết kế cho đội bóng nam và đội bóng nữ của Aston Villa đã phải hứng chịu sự chỉ trích từ các cầu thủ vì áo thấm mồ hôi khiến chúng đổi màu rõ rệt, cũng như trở nên nặng và khó chịu khi trận đấu diễn ra. Đội bóng nữ Villa được cho là đã cảm thấy "sợ hãi" khi mặc chiếc áo này vì nó bám vào cơ thể khi bị ướt. Ngoài việc yêu cầu một giải pháp ngắn hạn, Aston Villa còn muốn chấm dứt hợp đồng sớm với Castore do các cầu thủ phàn nàn về bộ áo đấu đó. Vào tháng 12 năm 2023, Castore đã sản xuất một bộ áo đấu mới cho Aston Villa, với hy vọng rằng chúng sẽ giải quyết được các vấn đề. Tuy nhiên, có thông tin cho rằng câu lạc bộ vẫn muốn chấm dứt hợp đồng nhiều năm với thương hiệu này. Cuối cùng, vào tháng 1 năm 2024, Aston Villa đã chấm dứt hợp đồng với Castore và thay vào đó đã chuyển sang Adidas.